# Romulus Râmbaș
Romulus Râmbaș (n. 24 ianuarie 1893 - d. secolul al XX-lea) a fost inginer, locotenent, avocat și deputat în Marea Adunare Națională de la Alba Iulia, organismul legislativ reprezentativ al „tuturor românilor din Transilvania, Banat și Țara Ungurească”, cel care a adoptat hotărârea privind Unirea Transilvaniei cu România, la 1 decembrie 1918.

## Biografie
Romulus Râmbaș a studiat la Facultatea de Drept. A fost inginer la căile ferate din Pecica, locotenent cu funcția de referent în cadrul Comandei supreme a Gărzilor Naționale Române din Arad, și avocat la Pecica după 1918.

## Activitate politică

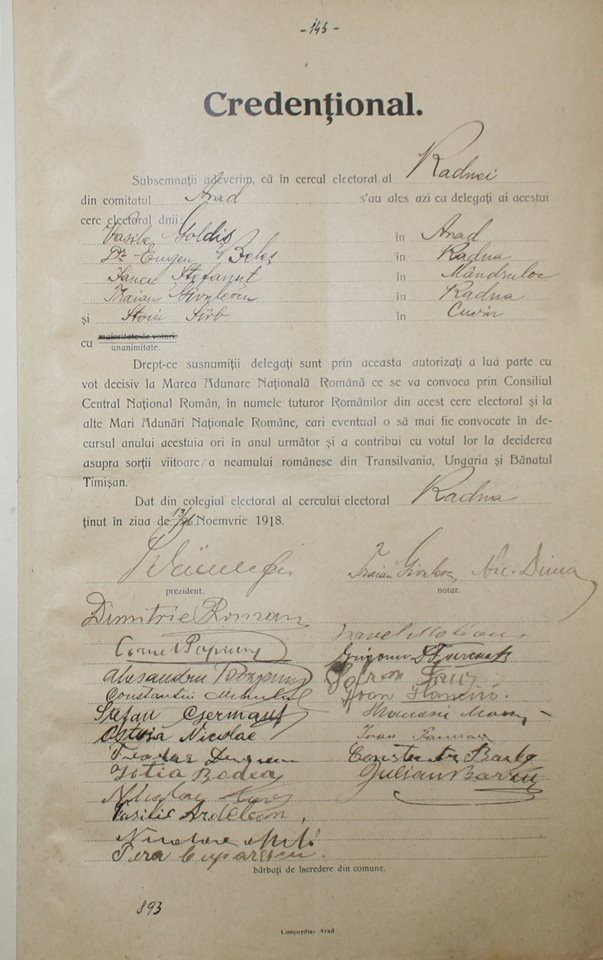
Credențional

A participat la Adunarea Națională din 1 decembrie 1918 ca deputat al Gărzilor Naționale Române din Ungaria și Transilvania.